# 岡山市立千種小学校
岡山市立千種小学校（おかやましりつちくさしょうがっこう）は、岡山県岡山市東区瀬戸町鍛冶屋391にある公立小学校。学区は、旧瀬戸町東部。
2007年（平成19年）1月22日、岡山市への編入合併により、瀬戸町立千種小学校から岡山市立千種小学校へと校名を変えた。

## 教育目標
あかるく　やさしく　たくましく

## 概要
旧瀬戸町にあった二つの小学校のうちの一つ。もうひとつは、旧瀬戸町西部を学区としている岡山市立江西小学校。
約一学年が会食できるランチルームと、一クラス一人一台ずつあるコンピュータルームがある。
また、北に千種山、学区東部に吉井川、校舎敷地と運動場敷地の間に田原用水、学校の周りには水田と自然に恵まれた場所である。校内体育館前には、地元瀬戸町以外では育ちにくい八重桜の一種、宗堂桜が植えられている。
また、世界初のアユモドキの人工孵化に岡山市立高島小学校と共に挑戦、成功した。

## 制服
- 冬季（10月から4月）

男子･･･黒上着、黒半ズボン、学生帽
女子･･･紺上着、紺ジャンパースカート、長袖ポロシャツまたはブラウス、白帽子
- 夏季

男子･･･半袖白ポロシャツ、黒半ズボン、学生帽
女子･･･半袖水色ワンピース、白帽子
- 合服

男子･･･長袖白ポロシャツ、黒半ズボン、学生帽
女子･･･長袖ポロシャツまたはブラウス、紺ジャンパースカート、白帽子

## 主な進学校
- 岡山市立瀬戸中学校

### 選択可能中学校
- 岡山市立上道中学校
- 岡山市立旭東中学校
- 岡山市立岡北中学校

ただし、中学校の学区が隣接しているのは上道中学校のみ。

## 最寄り駅
- JR山陽本線 万富駅

## 通学区域が隣接している学校
- 岡山市立江西小学校
- 岡山市立御休小学校
- 瀬戸内市立行幸小学校
- 備前市立西鶴山小学校
- 備前市立香登小学校
- 赤磐市立豊田小学校
- 赤磐市立磐梨小学校
- 赤磐市立桜が丘小学校
- 赤磐市立山陽小学校